# Tus Airways
Tus Airways — авиакомпания со штаб-квартирой на Кипре. Ее основной базой является Международный аэропорт Ларнака. Это первая кипрская авиакомпания, основанная после распада Cyprus Airways в 2015 году. Авиакомпания была создана в июне 2015 года и начала полеты из аэропорта Ларнака 14 февраля 2016 года. Направления полётов включают Израиль, Грецию и Иорданию.

## История
Tus Airways была основана в 2015 году и поддерживается инвесторами из Европы и США. авиакомпания начала свою деятельность 14 февраля 2016 с самолётами Saab 340В, полёты выполнялись из Ларнаки в Тель-Авив и Хайфу в Израиле. В июле 2016 года авиакомпания получила самолёты Saab 2000.

## Направления
Tus Airways выполняет рейсы по следующим направлениям:
Кипр
- Ларнака – аэропорт Ларнака
- Пафос – аэропорт Пафос

Греция
- Афины – международный аэропорт Афины имени Элефтериоса Венизелоса
- Кефалиния – аэропорт Кефалиния (сезонное направление)
- Кос – аэропорт Кос (сезонное направление).
- Родос – аэропорт Родос (сезонное направление).
- Самос – аэропорт имени Аристарха Самосского (сезонное направление).
- Скиатос – (сезонное направление).

Израиль
- Хайфа – аэропорт Хайфа
- Тель-Авив – аэропорт имени Бен-Гуриона

Иордания
- Амман – аэропорт Королева Алия

## Флот

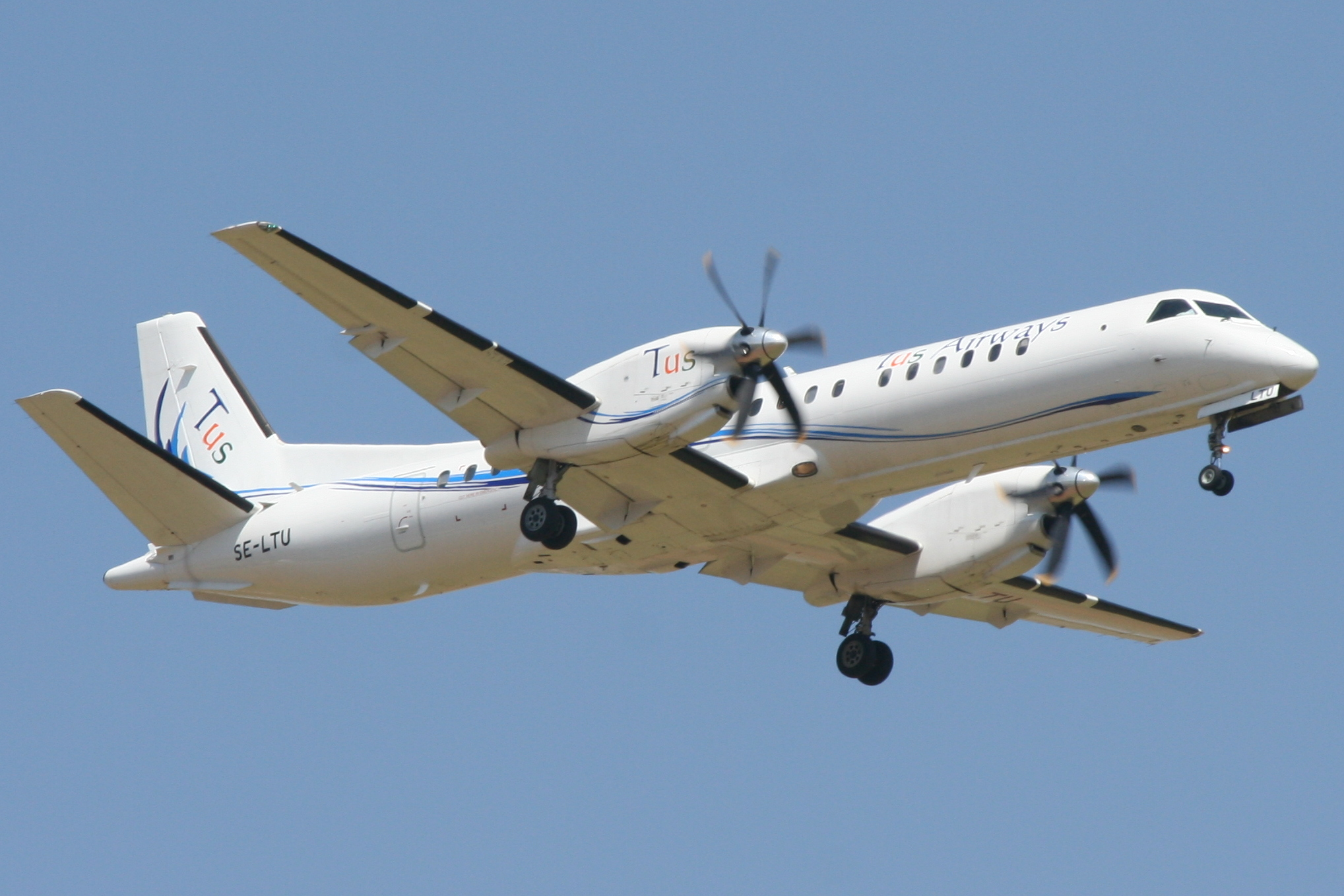
Сааб 2000 в ливрее Tus Airways

По состоянию на декабрь 2016 года воздушный флот состоит из следующих самолетов:
| Самолет    | Количество | Заказано | Число мест | Примечания |
| ---------- | ---------- | -------- | ---------- | ---------- |
| Airbus 320 | 3          | 2        | 180        |            |
| Airbus 330 |            | 2        |            |            |
| Всего      | 3          | 4        |            |            |